# Паніка

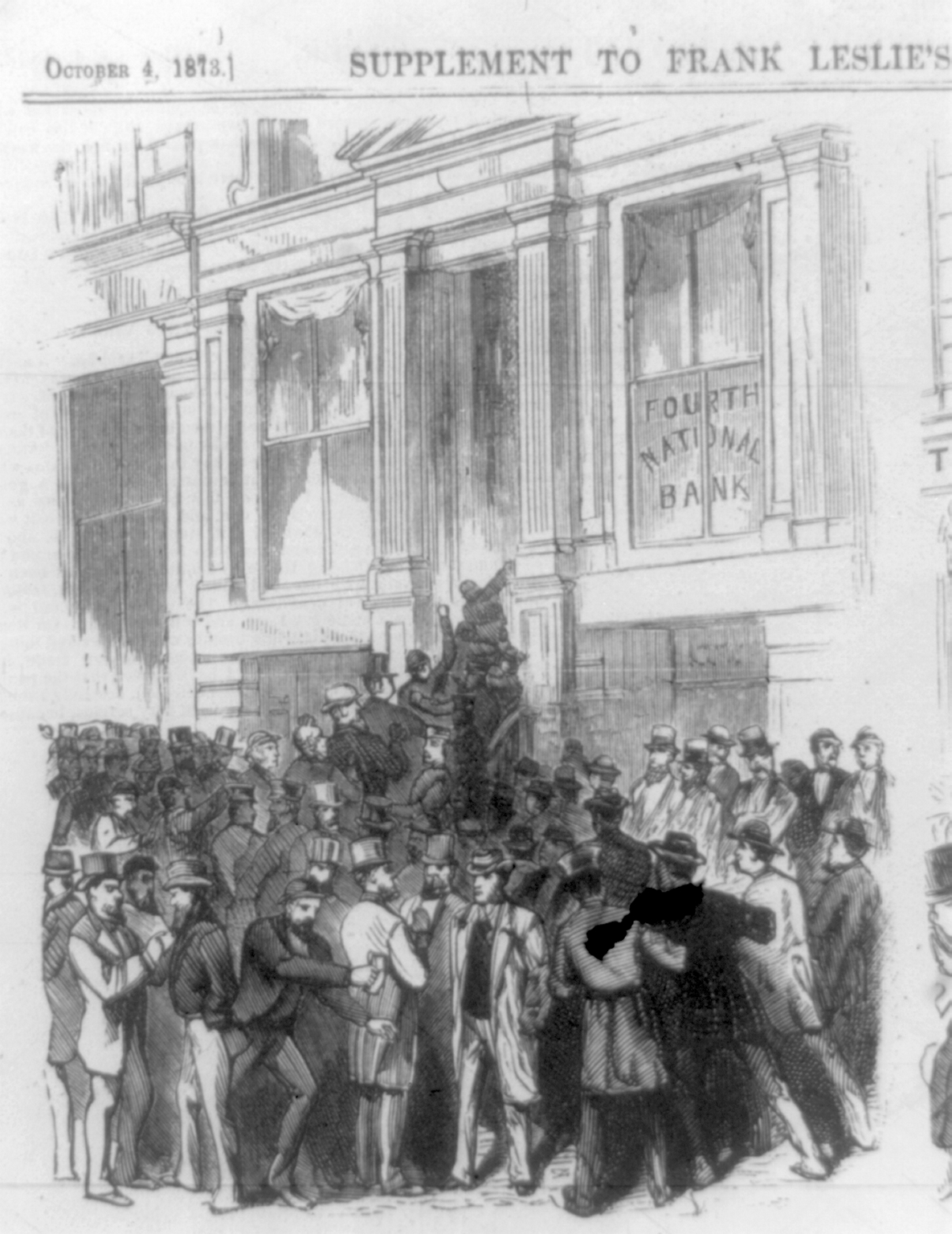
Вкладники банку, що панікують. США, 1873 рік

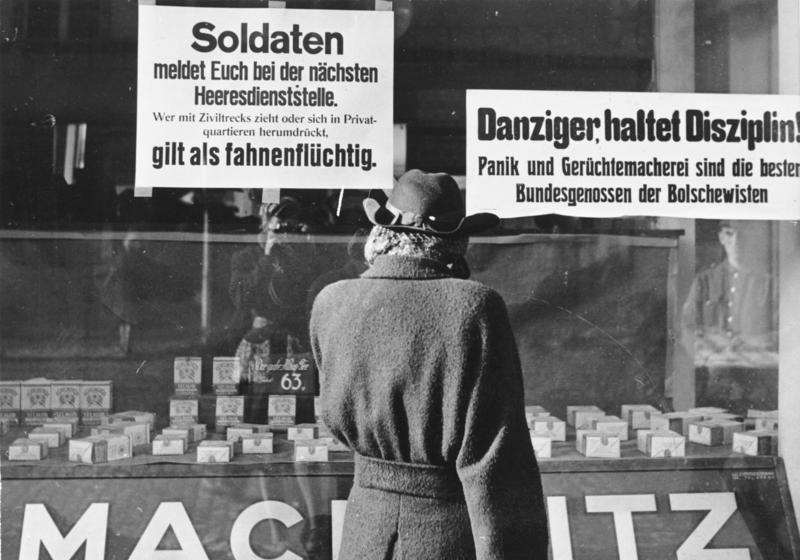
Третій Рейх 1945.
"Жителі Данциґа, дотримуйтесь дисципліни! Паніка і поширення чуток — найкращі друзі більшовиків ".

Па́ніка (дав.-гр. πανικός — підсвідомий жах, букв. вселяється богом лісів Паном) — психічний стан людей, несвідомий, нестримний страх, викликаний дійсною чи уявною небезпекою, що охоплює людину чи багатьох людей, неконтрольоване прагнення уникнути небезпечної ситуації. Виникає на тлі недостатньої або надлишкової інформації щодо подій, але ключовим фактором є психіка суб'єкта.

## Етимологія
Слово «паніка» походить з давнини і є даниною поваги стародавньому богу Пану. Один із багатьох богів у міфології Стародавньої Греції, Пан був богом пастухів, лісів і пасовищ. Греки вважали, що він часто мирно блукав лісами, граючи на сопілці, але коли випадково прокидався від полуденного сну, він міг видавати гучний крик, який викликав тупотіння зграй. З цього аспекту природи Пана грецькі автори вивели слово panikos, «раптовий страх», остаточне джерело англійського слова: «паніка». Грецький термін вказує на відчуття повного страху, яке також виникає раптово і часто пояснюється присутністю бога.

## Види
За розповсюдженістю:
- індивідуальна
- групова
- масова

За глибиною проявів:
- легка
- середня
- важка
- несамовита (невиправна)

За тривалістю:
- коротка (кілька хвилин)
- тривала (кілька годин)
- пролонгована (кілька днів)

## Симптоми паніки
Список симптомів, які є типовими для паніки:[джерело?]
1. Сильне серцебиття, прискорене серцебиття, прискорений пульс;
2. Пітливість;
3. Утруднене дихання, задишка; відчуття задухи;
4. Оніміння кінцівок; «заклякання»; рухове занепокоєння;
5. Біль у грудях;
6. Запаморочення, слабкість, непритомність;
7. Озноб;
8. Нудота або неприємні відчуття в животі;
9. Деперсоналізація;
10. Страх втратити контролю над собою, безумство;
11. Страх смерті;
12. Блідість.

Як правило, панічні тривоги починаються раптово, а потім збільшуються, досягаючи свого піку впродовж декількох хвилин і тривають до декількох годин. Під час нападу паніки існують, принаймні, деякі симптоми з вищевказаного переліку. Досить часто під час нападу паніки залишається страх агорафобії (страх відкритого простору й натовпу) і тривоги за неповторення паніки.

## Закон і паніка
Більшість юридичних систем обмежує свободу слова, щоб запобігти ситуації масової паніки, помилкової тривоги (наприклад, крик «Пожежа!» у натовпі викликає стихійну паніку, навіть якщо ніяких ознак пожежі немає).[джерело?]
Для полегшення або уникнення покарання для своїх підзахисних адвокати іноді вдаються до того, що повідомляють, що протиправне діяння було скоєно у стані паніки.[джерело?] Закон у багатьох країнах передбачає менше покарання за злочини, вчинені в стані паніки (наприклад, перевищення необхідної самооборони) або афекту.